# Max H. Bazerman
Max Hal Bazerman (* 14. August 1955) ist Jesse Isidor Straus Professor of Business Administration an der Harvard Business School und Co-Director des Center for Public Leadership an der Harvard Kennedy School.

## Leben
1973 bis 1976 studierte Bazerman an der Wharton School der University of Pennsylvania Organisationspsychologie und Buchhaltung bis zur Erreichung des Bachelors. Er wechselte zur Graduate School of Industrial Administration der Carnegie Mellon University, die er 1979 mit der Verleihung seines Doktorgrades (Ph.D.) abschloss.
Anschließend verblieb Bazerman zwei Jahre als Instrukteur an der Carnegie Mellon und wechselte 1979 als Assistenzprofessor an die University of Texas. 1981 wechselte er an die Boston University, wo er im Department of Organizational Behavior arbeitete. 1983 bis 85 arbeitete Bazerman an der Sloan School of Management des Massachusetts Institute of Technology. 1985 nahm er seine erste von mehreren Professuren an der Kellogg Graduate School of Management der Northwestern University an. 1986 übernahm er für ein Jahr eine Gastprofessur an der Chulalongkorn University in Bangkok an. 2000 wechselte Bazerman zur Harvard Business School, wo er seither Betriebswirtschaftslehre unterrichtet.

## Ehrungen
Von 2002 bis 2008 wurde Bazerman durchgehend als einer der Top-40 Autoren, Redner und Coaches für Management genannt. Er wurde als Lehrer des Jahres (Teacher of the Year) im Executive Masters Program der Kellogg School geehrt. Er wurde mit dem Everett Mendelsohn Excellence in Mentoring Award der Harvard Graduate School of Arts and Sciences geehrt. 2000 wurde Bazerman durch Harvard University ein Master ehrenhalber verliehen, 2006 ihm der Ehrendoktortitel der London Business School verliehen.

## Forschungen
Bazerman untersucht Entscheidungen in Verhandlungssituationen in Organisationen, Ländern oder Gesellschaften. Als einer der ersten verknüpfte er die behavioristische Entscheidungstheorie mit dem Managementkontext und konnte daraus auch Vorgaben ableiten, die zur Steuerung des Verhaltens von Agenten in Prinzipal-Agent-Kontexten verwertet werden können.:5 Kernpunkte seiner Arbeit befassen sich mit Betrug in Buchhaltungen, beispielsweise Enron. Ziel der Forschungen war unter anderem die Überwachung und der Verhinderung solcher Betrügereien, beispielsweise durch die Maßnahmen, durch die Auditoren unabhängiger vom geprüften Unternehmen wurden. Auf der anderen Seite untersuchte Bazerman auch die Ethik von Akteuren und die Ursachen, aus denen diese unethische Entscheidungen trafen. In späteren Arbeiten untersuchte Bazerman auch die Eigenschaft von Beobachtern, unethisches Verhalten zu „übersehen“. Aus diesen Forschungen entstand sein Werk The Art of Noticing wo er die Psychologie zum Erkennen unethischer Verhaltensweisen untersucht.

## Bibliographie (Auswahl)
- „The Power of Noticing: What the Best Leaders See“, Simon and Schuster, 2014, ISBN 978-1476700298
- Max H. Bazerman & Ann E. Tenbrunsel: „Blind Spots: Why We Fail to Do What’s Right and What to Do about It“, Princeton University Press, 2011, ISBN 978-0691156224
- Deepak Malhotra & Max Bazerman.: „Negotiation genius how to overcome obstacles and achieve brilliant results at the bargaining table and beyond“, N.Y Batam Books, New York 2008, ISBN 978-0553384116
- Max H. Bazerman & Don A. Moore: „Judgement in managerial decision making“, John Wiley, 8. Auflage 2016, ISBN 978-1118978269